# Salles-de-Barbezieux
Salles-de-Barbezieux è un comune francese di 518 abitanti situato nel dipartimento della Charente, nella regione della Nuova Aquitania.

## Società

### Evoluzione demografica
Abitanti censiti